# Ингулка
Ингулка (укр. Інгулка) — село в Баштанском районе Николаевской области Украины.
Основано в 1802 году. Занимает площадь 2 км². Население по переписи 2001 года составляло 2025 человек. Почтовый индекс — 56171. Телефонный код — 5158. 

## Местный совет
56170, Николаевская обл., Баштанский р-н, с. Ингулка, ул. Майская, 41